# بوصير مرعشي
البوصير المرعشي (باللاتينية: Verbascum germaniciae) نوع نباتي غير مؤكد يتبع جنس البوصير من الفصيلة الغدبية.

## الموئل والانتشار
موطنه بلاد الشام (بما فيها الأقاليم السورية الشمالية) وتركيا.